# سوق السيباط

## الموقع والتسمية
سوق السيباط في جنين سوق أثري تم بناؤه أثناء الحقبة العثمانية في فلسطين. والسيباط كلمة عربية معناها بناء كبير مسقوف له طريقان للدخول وللخروج. يقع سوق السيباط في مدينة جنين بين حارتي البلدة القديمة في جنين، وله خمسة منافذ. ويقع مدخله  الرئيسي تحت مقر مكتبة بلدية جنين، التي كانت في السابق مقر بلدية جنين.

## المهن اليدوية والصناعات
انتشرت في السوق في أواخر القرن التاسع عشر وبدايات القرن العشرين في سوق السيباط مهن وحرف عديدة منها:
السرّاج، الخياط العربي، صانع الأحذية (الكندرجي)، المبيَض (النحاس)، الحلاق وكان يقوم بدور الطبيب في معالجة الأسنان وحساسية الجلد وختان الأولاد، الحداد، السمكري، نجار المحاريث، المنجًد، العطار (كان يقوم مقام الصيدلاني)، السمَان، الحلواني، البيطار، الفرَان، العشَي (صاحب المطعم)، البناء وعمال الخدمات كالسًقاء والعربجي والخانجي والبغًال والمكاري (مؤجر الدواب).

## وضع السوق الحالي
يحتوي على مجموعة دكاكين ومحلات لبيع المواد الغذائية المختلفة والمنتجات الزراعية مثل الحبوب والزعتر البلدي والجبنة والألبان بمشتقاتها والعطارة، وتجري بلدية جنين عملية ترميم واسعة لهذا السوق، حيث سيخصص جزء من السوق للمواد التراثية الفلسطينية مثل الأدوات الزراعية القديمة والمصنوعات الفخارية والنحاسية والملابس والمطرزات الفلسطينية.